# Півецька сільська рада
| Півецька сільська рада — колишній орган місцевого самоврядування у Кагарлицькому районі Київської області з адміністративним центром у с. Півці. Сільській раді підпорядковані населені пункти: - с. Півці - с. Онацьки |

## Склад ради
Рада складається з 12 депутатів та голови.

### Керівний склад ради
| ПІБ                         | Основні відомості                                                         | Дата обрання | Дата звільнення |
| --------------------------- | ------------------------------------------------------------------------- | ------------ | --------------- |
| Булига Анатолій Миколайович | Сільський голова, 1967 року народження, освіта, член народної партії      | 26.03.2006   | 31.10.2010      |
| Авраменко Ігор Павлович     | Сільський голова, 1980 року народження, освіта вища, член Партії регіонів | 31.10.2010   |                 |

Примітка: таблиця складена за даними джерела